# گاه‌شمار انقلاب ۱۳۵۷
گاه‌شمار انقلاب ۱۳۵۷، به رویدادهای مرتبط با انقلاب ۱۳۵۷ ایران اشاره دارد که شامل رویدادهای زمینه‌ساز قبل از آن از سال ۱۳۲۰ و رویدادهای پس از آن تا سال ۱۳۶۰ که در اثر انقلاب، رخ داد، نیز می‌شود.

## ۱۳۲۰
- شهریور: بریتانیا و اتحاد جماهیر شوروی از متفقین جنگ جهانی دوم، به بهانه نزدیکی رضاشاه با نیروهای محور، به ایران حمله کردند تا راه‌آهن ایران را برای تأمین انرژی شوروی، تضمین کنند. در نهایت، رضاشاه برکنار و به آفریقای جنوبی تبعید و پسرش محمدرضا، شاه جدید ایران شد.

## ۱۳۳۲
- مرداد: محمدرضاشاه پهلوی که با وجود درخواست‌های بریتانیا و آمریکا برای برکناری نخست‌وزیر، محمد مصدق، ماه‌ها مقاومت کرده بود، زمانی که مصدق، مجلس را منحل کرد و با فرمان، حکومت را آغاز کرد، از طرح‌های نخست‌وزیر محبوب ملی‌گرا، عصبی می‌شود. در نتیجه، شاه، مصدق را از نخست‌وزیری، برکنار می‌کند؛ اما مصدق از کناره‌گیری خودداری کرد و در عوض قاصد سلطنتی را که حکم برکناری را صادر می‌کرد، دستگیر کرد. شاه، در وحشت، به ایتالیا می‌گریزد. سازمان‌های اطلاعاتی سیا و ام‌آی۶، همراه با ایرانیان محافظه‌کار، «عملیات تی.پی. آژاکس» را برای سرنگونی مصدق، آغاز و اجرا می‌کنند. شاه، به ایران، برمی‌گردد.[۱]

## ۱۳۴۰
- ۱۱ فروردین: حسین بروجردی، مرجع تقلید برجسته شیعیان درگذشت. خمینی، به عنوان یکی از جانشینان احتمالی بروجردی، ظاهر می‌شود. این ظهور با انتشار برخی از نوشته‌های او در فقه، از جمله، توضیح‌المسائل، نشان داده شد. او به زودی به عنوان مرجع تقلید مورد قبول تعداد زیادی از شیعیان ایرانی قرار گرفت.[۲] در این سال، شاگردان او که مدرسان حوزه بودند، جامعه مدرسین حوزه علمیه قم را تأسیس کردند که در ایجاد حکومت جدید، پس از پیروزی انقلاب، نقش اساسی داشت.

## ۱۳۴۱
- آبان: خمینی، مخالفت با تصویب‌نامه انجمن‌های ایالتی ولایتی شاه را سازماندهی می‌کند. لایحه‌ای که توسط دولت شاه ارائه شد، به زنان اجازه می‌دهد برای نخستین بار، رای دهند و غیرمسلمانان نیز برای عضویت در شوراها، شرکت کنند. فشار مذهبی، دولت را مجبور به عقب‌نشینی کامل و کنار گذاشتن این لایحه می‌کند. خمینی، به عنوان «دشمن اصلی سیاسی رژیم» و «رهبر معنوی مسلّم فعالان بازاری»، به مبارزه برمی‌خیزد.[۳]
- بهمن: محمدرضا پهلوی، «انقلاب سفید» را پیشنهاد کرد. دولت، یک لایحه اصلاحی شش ماده‌ای را برای رای‌گیری در همه‌پرسی سراسری، معرفی می‌کند. شش ماده، شامل حق رأی زنان و همچنین اصلاحات دیگر، می‌شود. خمینی، جلسه‌ای برای همفکران خود در قم برگزار کرد تا بر لزوم مخالفت با نقشه‌های شاه، تأکید کند.
- ۲ بهمن: خمینی، اعلامیه‌ای شدید، در محکومیت شاه و نقشه‌های او، صادر کرد. دو روز بعد، شاه، ستون زرهی را به قم برد و با ایراد سخنرانی به شدت به علما حمله کرد. خمینی، به نکوهش برنامه‌های شاه، ادامه می‌دهد و بیانیه‌ای را صادر می‌کند که امضای هشت تن از علمای ارشد دیگر را نیز به همراه دارد. وی در آن، راه‌های مختلف نقض قانون اساسی توسط شاه را فهرست کرده، گسترش فساد اخلاقی در کشور را محکوم کرده و شاه را به تسلیم همه‌جانبه در برابر آمریکا و اسرائیل، متهم کرده است. وی همچنین فرمان لغو جشن نوروز سال ۱۳۴۲ را به نشانه اعتراض به سیاست‌های دولت، صادر می‌کند. تشدید خصومت بین شاه و خمینی، در ماه بهمن، با تشبیه شاه به خلیفه اموی، یزید بن معاویه، به اوج خود می‌رسد و به شاه، هشدار می‌دهد که اگر روش خود را تغییر ندهد، روزی فرا می‌رسد که مردم به خاطر خروج او از کشور، تشکر کنند.[۲]
- ۴ بهمن: شاه، دو روز بعد، دستور بازداشت خمینی را صادر کرد و روز بعد از آن، شورش‌های اعتراضی بزرگی در شهرهای مختلف ایران رخ داد که به جنبش ۱۵ خرداد، معروف شد که در پی آن، حکومت نظامی اعلام شد و صدها نفر کشته شدند.[۴] خمینی، پس از نوزده روز در زندان قصر، ابتدا به پادگان نظامی عشرت‌آباد و سپس به خانه‌ای در محله داودیه تهران منتقل شد و در آنجا، تحت نظر قرار گرفت.[۲]

## ۱۳۴۳
- ۱۸ فروردین: خمینی، از بازداشت آزاد شد و به قم بازگشت.[۲] در پاییز، او «کاپیتولاسیون» (تخصیص غیرقانونی مصونیت دیپلماتیک دولت به پرسنل نظامی آمریکایی) را محکوم می‌کند و این توافق را تسلیم استقلال و حاکمیت ایران می‌داند که در ازای وام ۲۰۰ میلیون دلاری انجام شده است که فقط به نفع شاه و اطرافیانش است و تمام کسانی را که در مجلس به آن رأی مثبت دادند، خائن، دانست و به این نتیجه رسید که این حکومت، نامشروع است. وی بلافاصله دستگیر و به فرودگاه مهرآباد تهران منتقل می‌شود. او در آبان، تبعید می‌شود و تا ۱۵ سال به ایران بازنمی‌گردد.[۲][۵]
- ۲ بهمن: حسنعلی منصور، نخست‌وزیری که کنوانسیون ژنو قانون حفاظت از نیروهای آمریکایی را تصویب کرد که به «قانون کاپیتولاسیون» نیز معروف است، توسط محمد بخارایی، ترور شد و امیرعباس هویدا به جای او، منصوب شد.

## ۱۳۴۴
- ۱۴ شهریور: خمینی، ترکیه را به مقصد نجف در عراق ترک کرد، جایی که قرار بود ۱۳ سال در آنجا به سر برد. او در این مدت، در حوزه علمیه، تدریس می‌کند.[۲]

## ۱۳۴۸
- بهمن: خمینی، در حالی که در تبعید در عراق در شهر مقدس نجف به سر می‌برد، یک سلسله نوزده سخنرانی برای گروهی از طلاب خود دربارهٔ حکومت اسلامی، ایراد می‌کند. یادداشت‌های سخنرانی‌ها به زودی به صورت کتابی درآمد که با سه عنوان مختلف منتشر شد: حکومت اسلامی، ولایت فقیه، و نامه‌ای از امام موسوی کاشف الغطاء[۶] (برای فریب سانسورچیان ایرانی). این کتاب کوچک (کمتر از ۱۵۰ صفحه)، به ایران، قاچاق شد و قبل از انقلاب، به‌طور گسترده بین هواداران خمینی، توزیع شد.[۷]

## ۱۳۵۳
- ۱۱ اسفند: حزب رستاخیز، به عنوان یک حزب پادشاهی‌خواه ایرانی، توسط محمدرضا پهلوی، تأسیس شد.

## ۱۳۵۴
- خرداد: سالگرد تظاهرات ۱۵ خرداد. طلاب مدرسه فیضیه، در محدوده ساختمان، تظاهراتی برگزار می‌کنند و جمعیتی، بیرون، تجمع می‌کنند. هر دو تجمع، به مدت سه روز ادامه می‌یابد تا اینکه مورد حمله نیروهای نظامی قرار می‌گیرد که منجر به تلفات می‌شود. خمینی، با پیامی واکنش نشان می‌دهد که در آن حوادث قم و ناآرامی‌های مشابه در جاهای دیگر را نشانه امید به نزدیک شدن «آزادی و رهایی از بند امپریالیسم» می‌داند.[۲]

## ۱۳۵۶
- ۱ آبان: مصطفی خمینی، فرزند روح‌الله خمینی، در حالی که در نجف زندگی می‌کردند، درگذشت. مرگ او، منجر به شایعات بی‌اساس دربارهٔ بازی‌های ناپاک رژیم شاه شد و به سوژه «شهادت» مخالفان حکومت شاه تبدیل شد و به نارضایتی فزاینده از شاه دامن زد که در نهایت به انقلاب ۱۳۵۷ منتهی شد.

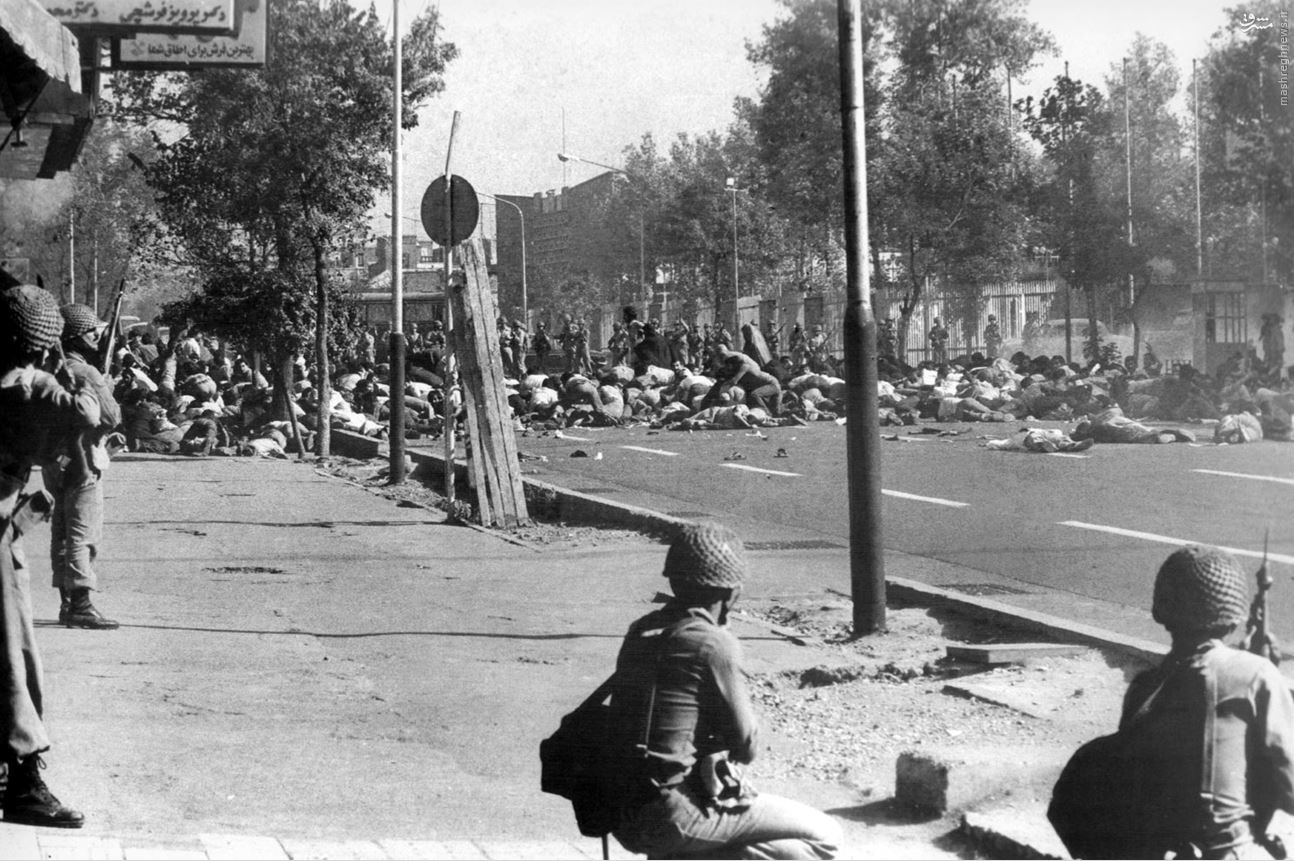
تیراندازی در میدان ژاله تهران، ۱۷ شهریور ۱۳۵۷

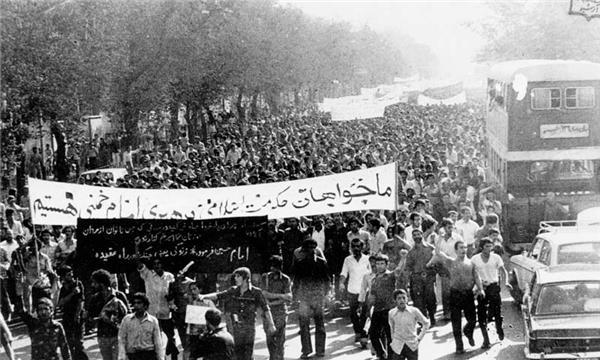
تظاهرات به تیراندازی در میدان ژاله و هواداری از خمینی در تهران، ۱۳۵۷

- ۱۷ دی: مقاله ای در روزنامه اطلاعات توسط وزیر اطلاعات داریوش همایون با عنوان «امپریالیسم سیاه و سرخ»، خمینی را به همجنس‌گرایی و سایر «بدعهدی‌ها» متهم می‌کند.[۲][۸][۹][۱۰] همایون بعدها در کتاب خود مدعی شد که این کار به دستور شاه انجام شده است.[۱۱]
- ۱۹ دی: تظاهرات ۴۰۰۰ طلبه و روحانی در شهر قم علیه این ماده. پلیس مسلح توسط تظاهرکنندگان خشمگین تحریک شد که منجر به کشته شدن ۱۰ تا ۷۲ تظاهرکننده شد. تظاهراتی که باعث شکستن «سد ترس» نیروهای امنیتی «در سطح مردم» شده است.[۱۲]
- ۲۹ بهمن: مراسم چهلم معترضان کشته شده قم.[۱۳] گروه‌هایی در تعدادی از شهرها برای احترام به کشته شدگان و اعتراض به حکومت شاه راهپیمایی کردند. این بار خشونت در تبریز شعله‌ور شد. بر اساس برخی گزارش‌ها حدود ۱۰۰ تظاهرکننده کشته شده‌اند.[۱۴]

## ۱۳۵۷
- ۹ فروردین: مراسم چهلم معترضان کشته شده تبریز با تظاهرات در شهرهای مختلف. تظاهرکنندگان در یزد توسط پلیس کشته شدند.[۱۵]
- ۲۰ شهریور: مراسم چهلم معترضان کشته شده یزد. تظاهرات در شهرهای مختلف در قم، کماندوها به منزل آیت‌الله کاظم شریعتمداری، روحانی برجسته و غیرانقلابی، هجوم بردند و به یکی از مریدانش تیراندازی کردند. شریعتمداری سپس به مخالفت با شاه می‌پیوندد.[۱۶]
- ۱۶ خرداد: رئیس ساواک، نعمت‌الله نصیری برکنار شد و ناصر مقدم به جای آن منصوب شد. «اولین امتیاز قابل توجه به ناآرامی.»[۱۷]
- ۳۰ خرداد: چهلمین روز مراسم بزرگداشت مرگ و میر تظاهرات، به لطف فراخوان شریعتمداری برای برگزاری مراسم در مساجد نه در خیابان، با خشونت اندک می‌گذرد. کاهش تورم به نظر می‌رسد اقدامات «هویج و چماق» و ضد تورم رژیم کارساز است.[۱۸]
- ۱۵ مرداد: شاه وعده برگزاری انتخابات آزاد تا ژوئن ۱۹۷۹ را در پخش برای ملت داد.[۱۷]
- ۲۱ مرداد: کشتار تظاهرکنندگان در اصفهان.
- ۲۵ مرداد: جمشید آموزگار در پاسخ به تظاهرات گسترده حکومت نظامی را اعلام می‌کند.
- ۲۸ مرداد: ۴۷۷ نفر در آتش‌سوزی سینما رکس آبادان جان باختند. رژیم و اپوزیسیون یکدیگر را مقصر می‌دانند.[۱۹]
- ۵ شهریور: جمشید آموزگار با جعفر شریف امامی به عنوان نخست‌وزیر جایگزین شد. شریف امامی برخی از سیاست‌های شاه را «برعکس» می‌کند. کازینوها (متعلق به بنیاد پهلوی) را می‌بندد، گاه‌شماری شاهنشاهی را لغو می‌کند و به همه احزاب سیاسی، حق فعال می‌دهد.[۲۰]
- ۱۳ شهریور: راهپیمایی صدها هزار نفری در عید فطر در تهران توسط هواداران خمینی.
- ۱۷ شهریور: شاه که «جمعه سیاه» نام گرفت، در واکنش به اعتراضات علیه خاندان پهلوی، حکومت نظامی اعلام کرد. ارتش ایران از زور شامل تانک و هلیکوپتر برای درهم شکستن تظاهرکنندگان عمدتاً مسالمت آمیز استفاده می‌کند. حدود ۸۸ تظاهرکننده (از جمله سه زن) کشته می‌شوند. رهبران اپوزیسیون به دروغ آمار تلفات را تا «ده‌ها هزار نفر» منتشر کردند.[۲۱]
- ۲ مهر: دولت عراق خانه خمینی در نجف را تحریم و فعالیت‌های سیاسی او را ممنوع می‌کند.[۲]
- ۳ مهر: فروپاشی حزب رستاخیز
- ۱۱ مهر: خمینی پس از اینکه از سوی همسایه ایران، عراق تحت فشار قرار گرفت، عراق را به مقصد کویت ترک کرد تا «لفاظی‌های ضد سازش خود را کم کند».[۲۲] از ورود او به مرز کویت خودداری می‌شود.[۲]
- ۱۴ مهر: خمینی به پاریس می‌رود.[۲]
- ۱۸ مهر: خمینی در حومه نوفل لو شاتو در خانه ای که تبعیدیان ایرانی در فرانسه برای او اجاره کرده بودند، اقامت گزید. او از توجه رسانه‌های روزنامه‌نگاران سراسر جهان که برای مصاحبه با او به فرانسه می‌آیند، لذت می‌برد. تصویر و سخنان او تبدیل به یکی از ویژگی‌های روزمره رسانه‌های جهان شد.[۲]
- ۱۹ مهر: اعتصاب روزنامه ها[۲۳]
- ۲۴ مهر: اربعین معترضان کشته شده در «جمعه سیاه». عده ای در مسجد جامع کرمان کشته شدند. پیاپی سریع اعتصابات تقریباً تمام بازارها، دانشگاه‌ها، دبیرستان‌ها، تأسیسات نفتی، بانک‌ها، وزارتخانه‌های دولتی، ادارات پست، راه‌آهن، روزنامه‌ها، گمرکات و تأسیسات پستی و غیره را فلج می‌کند و بر سرنوشت شاه مهر می‌زند.[۲۴]
- ۲۹ مهر: کارگران صنعت نفت ایران دست به اعتصاب زدند.
- ۱۳ آبان: شورش‌های ویرانگر که از تلاش‌های ناموفق شاه برای آشتی با مخالفانش ناامید شده‌اند، تندروهای نظامی تصمیم می‌گیرند به سربازان دستور دهند «کنار بایستند و اجازه دهند تا گروه‌ها تا دلشان بسوزند و ویران کنند». هزاران مغازه، بانک، رستوران و دیگر ساختمان‌های عمومی آسیب دیده‌اند. شریف امامی نخست‌وزیر آشتی جو استعفا داد.[۲۵] یورش ارتش به دانشگاه تهران، دانشجویان شرکت کننده در تظاهرات کشته شدند.
- ۱۴ آبان: شاه محمدرضا پهلوی از تلویزیون قول داد که اشتباهات گذشته را تکرار نکند و جبران کند و گفت: «من صدای انقلاب شما را شنیدم… من به عنوان شاه ایران و همچنین یک شهروند ایرانی نمی‌توانم انقلاب شما را تأیید نکنم.»[۲۶][۲۷]
- ۱۵ آبان: ژنرال غلامرضا ازهاری به عنوان نخست‌وزیر منصوب شد. حکومت نظامی را اجرا می‌کند.
- ۱۷ آبان: شاه محمدرضا پهلوی سیزده تن از اعضای برجسته رژیم خود را دستگیر کرد.
- ۶ آذر: میلیون‌ها نفر در سراسر کشور با دیدن چهره خمینی در ماه جشن «گریه» و «پریدن» می‌گیرند، پس از آن‌که شایعه‌ای بر سر زمین می‌پیچد که چهره امام در این شب ظاهر می‌شود. حتی حزب توده هم داستان را پذیرفته است.[۲۸]
- ۱۹ و ۲۰ آذر: تاسوعا و عاشورا. حدود ۱۷ میلیون نفر «بالا و پایین کشور با راهپیمایی مسالمت آمیز خواستار برکناری شاه و بازگشت خمینی شدند.»[۲۹] قطعنامه ۱۷ ماده ای در این تظاهرات ارائه می‌شود که «آیت‌الله را رهبر مردم ایران اعلام می‌کند» و از ایرانیان می‌خواهد که تا سرنگونی شاه مبارزه کنند.[۳۰]
- ۸ دی: شاپور بختیار، سیاستمدار اپوزیسیون دیرینه، زمانی که شاه برای ترک کشور آماده می‌شود، توسط شاه به عنوان نخست‌وزیر انتخاب شد. آخرین نخست‌وزیر حکومت پهلوی.

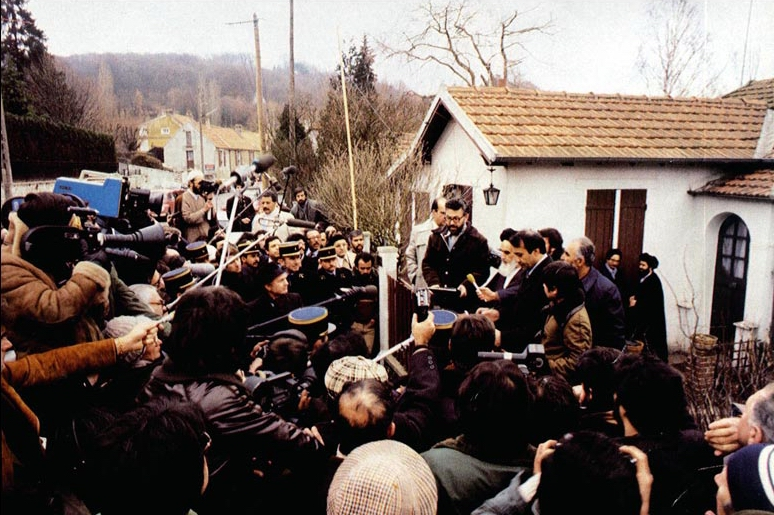
آیت‌الله خمینی در نوفل لوشاتو محاصره شده توسط روزنامه نگاران بین‌المللی در ژانویه ۱۹۷۹

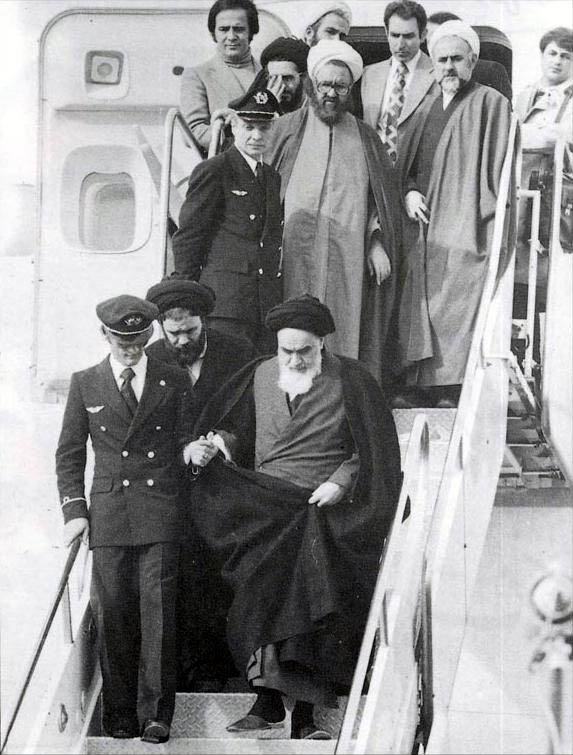
آیت‌الله خمینی در ۱۲ بهمن ۱۳۵۷ به ایران بازگشت

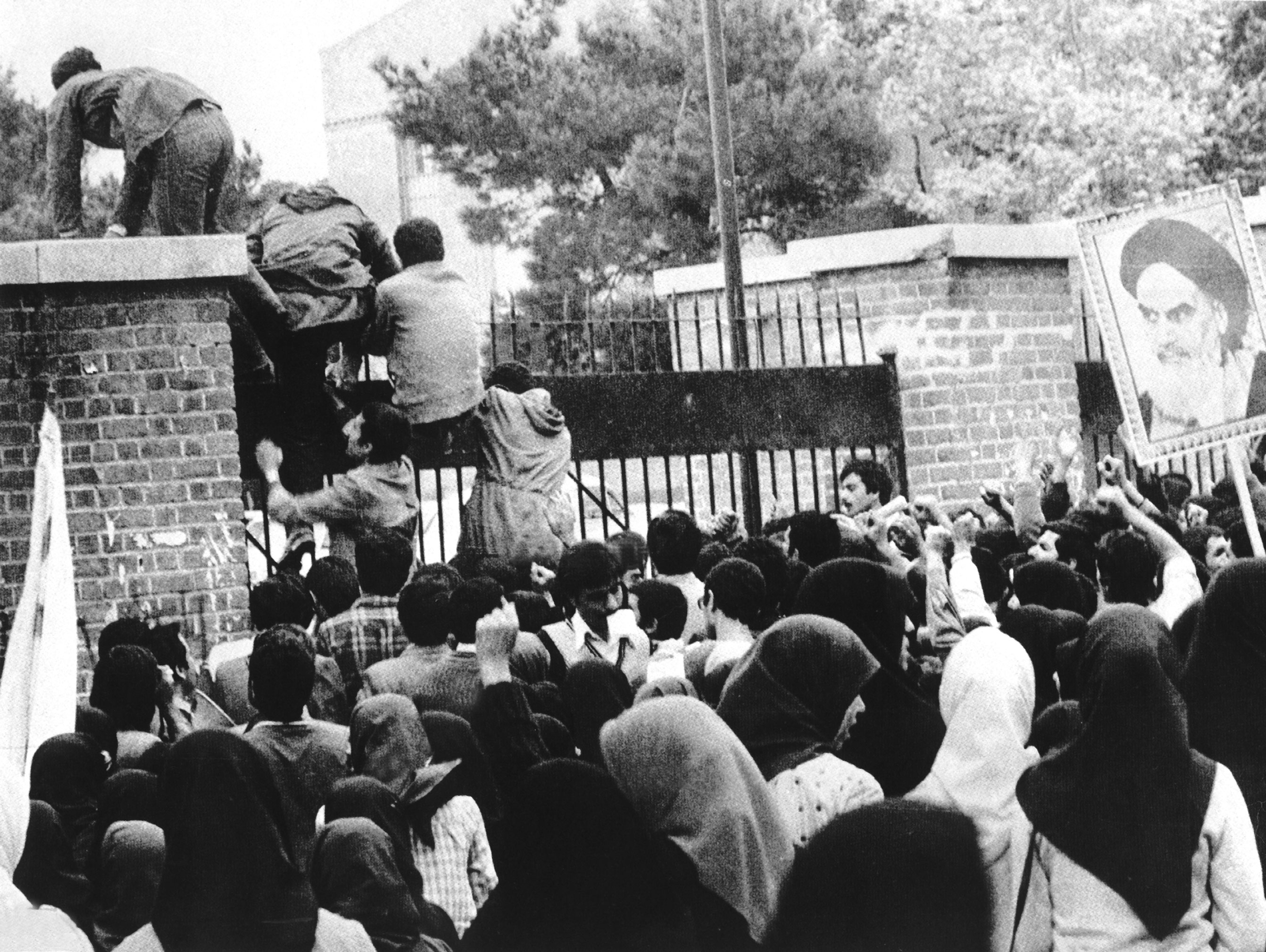
ورود دانشجویان ایرانی به سفارت آمریکا در تهران، ۱۳ آبان ۱۳۵۷

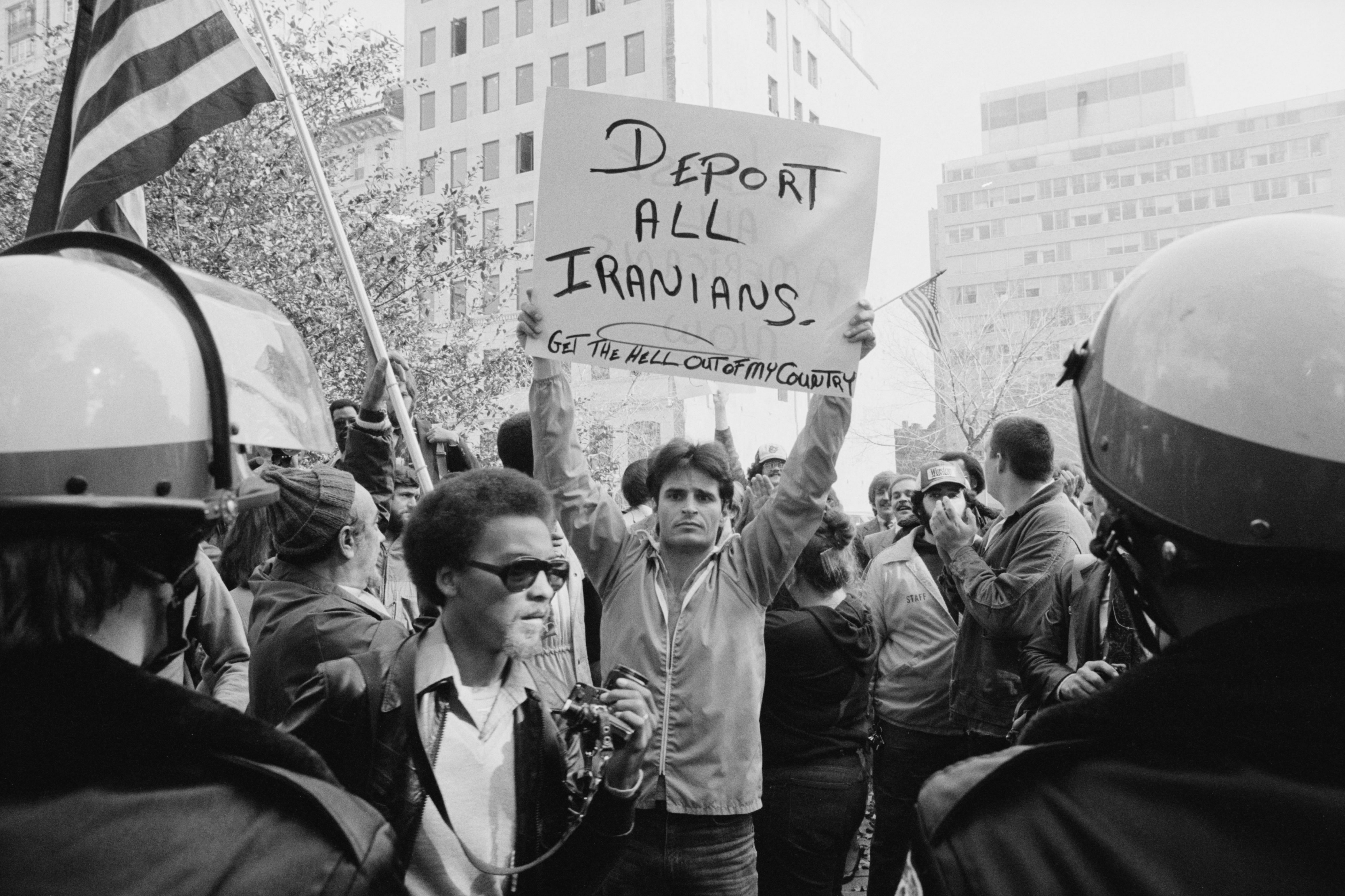
تظاهرات ضد پهلوی در واشینگتن دی سی در ۱۹۷۹.

- ۱۳ دی: شاپور بختیار از جبهه ملی به جای سپهبد غلامرضا ازهاری به نخست‌وزیری منصوب شد.[۲]
- ۱۴ دی: نخست‌وزیری شاپور بختیار، در مجلس، تصویب شد.
- ۲۲ دی: شورای انقلاب اسلامی ایران توسط خمینی برای مدیریت انقلاب تشکیل شد و اسامی اعضای آن تا مدتی، فاش نشد.[۳۱]
- ۲۶ دی: محمدرضا پهلوی و فرح پهلوی، ایران را به مقصد اسوان، مصر ترک می‌کنند تا مورد استقبال انور سادات قرار گیرند. شاه، اظهار کرد که برای مرخصی و معالجه، رفته است.[۳۲]
- ۲ بهمن: محمدرضا پهلوی و خانواده‌اش، مصر را به مقصد مراکش، ترک کردند.[۳۳]
- ۳ بهمن: تلاش شورای سلطنت برای مذاکره با خمینی، با شکست، مواجه شد، زیرا سید جلال‌الدین تهرانی، رئیس شورا که به فرانسه اعزام شده بود، به‌طور غیرمنتظره، علیه شورای سلطنت، استعفای خود را اعلام و شورا را غیرقانونی، اعلام کرد.[۳۴][۳۵]
- ۱۲ بهمن: خمینی از تبعید، به ایران بازگشت. به گزارش بی‌بی‌سی، بیش از پنج میلیون نفر در خیابان‌های تهران صف می‌کشند تا شاهد بازگشت خمینی، به خانه باشند.[۳۶]
- ۱۵ بهمن: خمینی، مهدی بازرگان را به عنوان نخست‌وزیر دولت موقت ایران منصوب کرد.[۳۷]
- ۲۰ بهمن: درگیری بین تکنسین‌های طرفدار خمینی (همافران) نیروی هوایی و گارد شاهنشاهی درگرفت.
- ۲۱ بهمن: بختیار، حکومت نظامی را با منع رفت و آمد طولانی اعلام کرد. خمینی، به پیروانش دستور می‌دهد که آن را نادیده بگیرند و علیه واحدهای ارتش که تسلیم انقلابیون نمی‌شوند، اعلام جهاد می‌کند.[۳۸] چریک‌های چپ و انقلابیون به سربازان شورشی می‌پیوندند و اسلحه‌ها را از ایستگاه‌های پلیس و دیگر تأسیسات دولتی، غارت می‌کنند. صبح روز بعد، سران ارتش در نهایت برای جلوگیری از تجزیه و خونریزی بیشتر، اعلام بی‌طرفی می‌کنند.
- ۲۲ بهمن: حکومت پهلوی فروپاشید و انقلاب، پیروز شد. بختیار، مخفی شده و سرانجام به پاریس تبعید می‌شود.[۳۹]
- ۲۳ بهمن: کمیته انقلاب اسلامی متهم شد.
- ۲۹ بهمن: تأسیس حزب جمهوری اسلامی توسط روحانی‌های انقلابی متشکل از بهشتی، باهنر، خامنه‌ای، هاشمی رفسنجانی و موسوی اردبیلی.[۴۰]
- ۲۶ اسفند: شورش در سنندج.[۴۱]

## ۱۳۵۸
- ۶ فروردین: شورش در گنبد کاووس. ولی‌الله قرنی، نخستین رئیس ارتش پس از انقلاب، توسط دولت موقت ایران، تحت فشار چپ‌ها، برکنار شد. ناصر فربد به عنوان جانشین وی، منصوب شد.[۴۲]
- ۱۰ فروردین: محمدرضا پهلوی و خانواده‌اش، از مراکش، وارد باهاما شدند.[۳۳]
- ۱۰ و ۱۱ فروردین: همه‌پرسی در مورد اینکه آیا ایران، باید «جمهوری اسلامی» شود یا خیر.[۲]
- ۱۲ فروردین: ۹۸٫۲ درصد از آرا به نفع یک جمهوری اسلامی شد و نظام جمهوری اسلامی ایران، تأسیس شد.
- ۲۸ فروردین: شورش در نقده.[۴۳]
- ۳۱ فروردین: ولی‌الله قرنی توسط گروه فرقان، ترور شد.
- ۱۱ اردیبهشت: مرتضی مطهری، یکی از برجسته‌ترین نظریه‌پردازهای انقلاب اسلامی، توسط گروه فرقان، ترور شد.
- ۱۵ اردیبهشت: سپاه پاسداران انقلاب اسلامی، طی فرمانی از سوی خمینی، تأسیس شد.
- ۱۵ خرداد: نشانه اولیه انشعاب بین خمینی و روشنفکران غیردین‌سالار ظاهر شد. خمینی در یک سخنرانی پرسید: «آنها چه کسانی هستند که می‌خواهند نهضت اسلامی ما را از اسلام منحرف کنند؟... روشنفکران، روشنفکران غربی، روشنفکران وارداتی نباشید».[۴۴]
- ۲۰ خرداد: محمدرضا پهلوی و خانواده‌اش، پس از عدم تمدید ویزا در باهاما، وارد مکزیک شدند.[۳۳]
- ۲۴ خرداد: پیش‌نویس رسمی اولیه قانون اساسی، منتشر شد.[۴۵] پیش‌نویس قانون اساسی، شامل شورای نگهبان برای وتو قوانین غیراسلامی است، ولی ولایت فقیه را ندارد. خمینی آن را «صحیح»، اعلام می‌کند.[۴۶]
- ۲۵ خرداد: خمینی، به گروه‌های لیبرال و چپ به عنوان ضدانقلاب‌های مخالف اسلام، حمله می‌کند. گروه‌ها از انتخاب مجلس مؤسسان برای نوشتن قانون اساسی جدید حمایت کرده بودند. "برای نوشتن قانون اساسی به "فقیهان غربی" نیاز نیست، فقط به "اعضای نجیب روحانیون" نیاز است.[۴۷] "کارزاری به راه افتاد تا ایده "ولایت فقیه" را رایج کند، که تا آن زمان، برای اکثر ایرانیان تقریباً ناشناخته بود.[۴۸]
- ۲۷ خرداد: به دستور خمینی، «جهاد سازندگی»، تأسیس شد.[۴۹]
- ۱۶ مرداد: «آیندگان»، روزنامه‌ای پرتیراژ در ایران که علیه ولایت فقیه می‌نوشت؛ به دلیل سیاست‌ها و اقدامات ضدانقلابی، بر پایه قانون جدید مطبوعات، توقیف شد.[۵۰]
- ۱۷ مرداد: تجمع تظاهرکنندگان در تهران در اعتراض به تعطیلی «آیندگان». در سه روز بعد، ۴۱ روزنامه و نشریه بر اساس قانون مطبوعات، توقیف می‌شوند.[۵۱]
- ۱۹ مرداد: خمینی مخالفان مجلس خبرگان و مدافعان روزنامه آیندگان را «حیوان وحشی» خطاب می‌کند و می‌گوید: «دیگر آنها را تحمل نخواهیم کرد… بعد از هر انقلاب چندین هزار نفر از این عناصر فاسد در ملاء عام اعدام و سوزانده می‌شوند. ما همه احزاب را می‌بندیم به جز آن یک یا چند طرف که به درستی عمل می‌کنند…»[۵۲]
- ۲۱ مرداد: تظاهرات بیشتر جبهه ملی دموکراتیک برای اعتراض به تعطیلی روزنامه‌هایی مانند آیندگان، تظاهرات گسترده‌ای را برنامه‌ریزی می‌کند. تظاهرات «وحشیانه توسط اراذل و اوباش حزب‌الله مورد حمله قرار می‌گیرد.» اندکی پس از آن، حکم بازداشت هدایت متین دفتری، یکی از رهبران جبهه ملی دموکراتیک صادر شد.[۵۳] صدها نفر بر اثر سنگ، چماق، زنجیر و میله‌های آهنی مجروح شده‌اند. روز بعد هواداران خمینی به انتقام تظاهرات به دفاتر گروه‌های چپ حمله کرده و آنها را غارت کردند.[۵۴]
- ۲۴ مرداد: شورش در پاوه.
- ۲۷ مرداد: مجلس خبرگان قانون اساسی که توسط مردم انتخاب شده بود، گرد هم می‌آیند تا قانون اساسی جدید بنویسند.
- ۱۸ شهریور: محمود طالقانی روحانی عالی‌رتبه انقلابی و عضو شورای انقلاب درگذشت. طالقانی یکی از دوستان چپ، دومین آیت‌الله محبوب پس از خمینی محسوب می‌شود.
- ۲۲ مهر: مجلس خبرگان پیش نویس قانون اساسی جدید را تصویب کرد. در آن، خمینی منصب ولی فقیه را دارد که شامل «فرماندهی نیروهای مسلح» می‌شود.[۵۵]
- ۳۰ مهر: شاه محمدرضا پهلوی برای درمان کیسه صفرا اجازه ورود به آمریکا را گرفت. خمینی با عصبانیت از این «شواهد توطئه آمریکا» سخن می‌گوید. نکوهش انقلابی شیطان بزرگ (آمریکا) تشدید می‌شود.[۵۶][۳۳]
- ۱۰ آبان: نخست‌وزیر بازرگان در حال دست دادن با زبیگنیو برژینسکی مقام آمریکایی در نشستی در الجزایر عکس گرفت. رسانه‌های چپ رادیکال و تئوکراتیک در ایران به «ملت بازگشت نفوذ آمریکا» هشدار می‌دهند.[۵۷]
- ۱۳ آبان: تظاهرات تهاجمی در نزدیکی سفارت آمریکا برگزار می‌شود. سفارت منتظر دستورهای واشینگتن دی سی است. بحران گروگانگیری در صبح رخ می‌دهد: ۵۰۰ تظاهرکننده از حصار سفارت بالا می‌روند و پلیس جلوگیری نمی‌کند. این حمله از قبل طراحی شده بود. کارمندان سفارت از دولت موقت ایران کمک می‌خواهند که طبق وعده‌ها عمل نمی‌کند. نگهبانان سفارت با گاز اشک آور از محوطه دفاع می‌کنند زیرا استفاده از سلاح گرم مجاز است. اسناد محرمانه در سفارت سوزانده می‌شود. حدود نود نفر گروگان گرفته می‌شوند که از این تعداد ۶۶ نفر آمریکایی هستند.[۵۸]
- ۱۴ آبان: دولت ایران تمامی معاهدات دفاعی با ایالات متحده و اتحاد جماهیر شوروی را لغو می‌کند.[۵۸]
- ۱۵ آبان: مهدی بازرگان، نخست‌وزیر دولت موقت ایران استعفا می‌دهد، «نمی‌تواند از «اخراجی دانشجویان» حمایت کند.[۵۷] خمینی به همراه سایر اعضای کابینه خود بلافاصله استعفای وی را می‌پذیرد.
- ۱۶ آبان: هیئت منصوب جیمی کارتر رئیس‌جمهور ایالات متحده برای مذاکره برای آزادی گروگان‌ها به ایران می‌آید. اعضای هیئت قاضی فدرال سابق رمزی کلارک و جی ویلیام میلر با هدف مذاکره برای پایان بحران گروگان‌گیری هستند. خمینی از دیدن هیئت امتناع کرد.[۵۸]
- ۲۱ آبان: وزیر امور خارجه وقت، ابوالحسن بنی‌صدر، اعلام کرد که اگر آمریکا شاه را به ایران بازگرداند، گروگان‌ها آزاد خواهند شد.[۵۸]
- ۲۳ آبان: دولت ایالات متحده کلیه اموال و منافع دارایی دولت ایران و بانک مرکزی ایران را مسدود می‌کند.[۳۳]
- ۲۶ آبان: خمینی دستور آزادی هشت آفریقایی-آمریکایی و پنج گروگان زن را صادر کرد.[۵۸]
- ۱ آذر: مکزیک اعلام می‌کند که حاضر به پذیرش بازگشت محمدرضا پهلوی نیست.[۳۳]
- ۸ آذر: آمریکا از ایران به دلیل نقض حقوق بین‌الملل به دیوان کیفری بین‌المللی شکایت کرد.[۵۸]
- ۱۱ و ۱۲ آذر: قانون اساسی جمهوری اسلامی ایران با همه‌پرسی با بیش از ۹۸ درصد آرا تصویب شد، اما به دلیل تحریم، مشارکت بسیار کمتری داشت. خمینی ولی فقیه می‌شود.[۵۹]
- ۲۴ آذر: محمدرضا پهلوی، آمریکا را به مقصد پاناما ترک کرد.[۵۸]
- ۲۵ آذر: ورود محمدرضا پهلوی به پاناما[۳۳]
- ۲۷ آذر: محمد مفتح توسط گروه فرقان ترور شد.

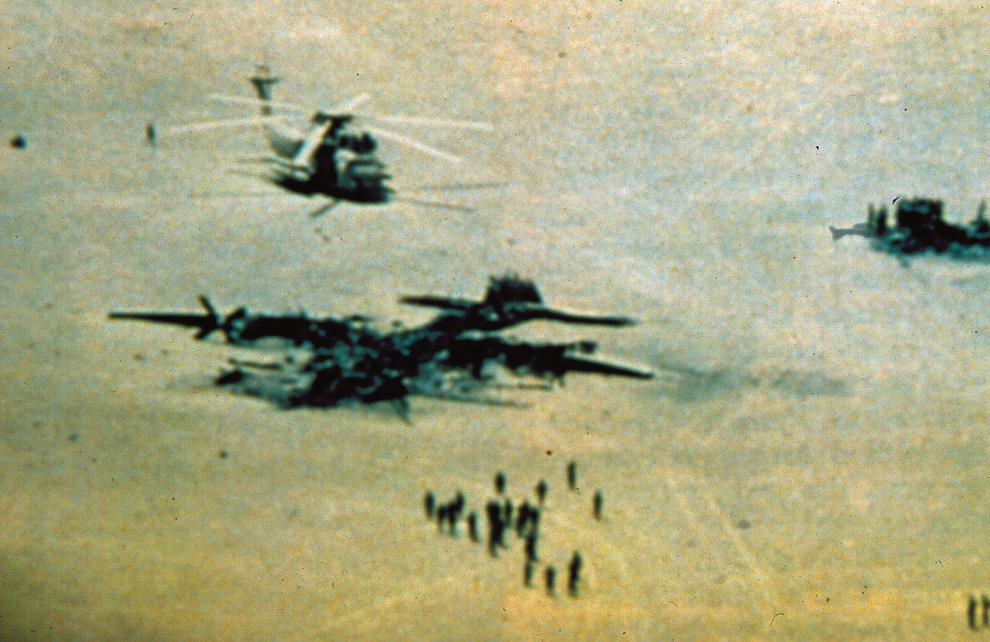
مروری بر لاشه هواپیما در کویر ایران پس از عملیات نجات نافرجام توسط نیروی دلتا، آوریل ۱۹۸۰

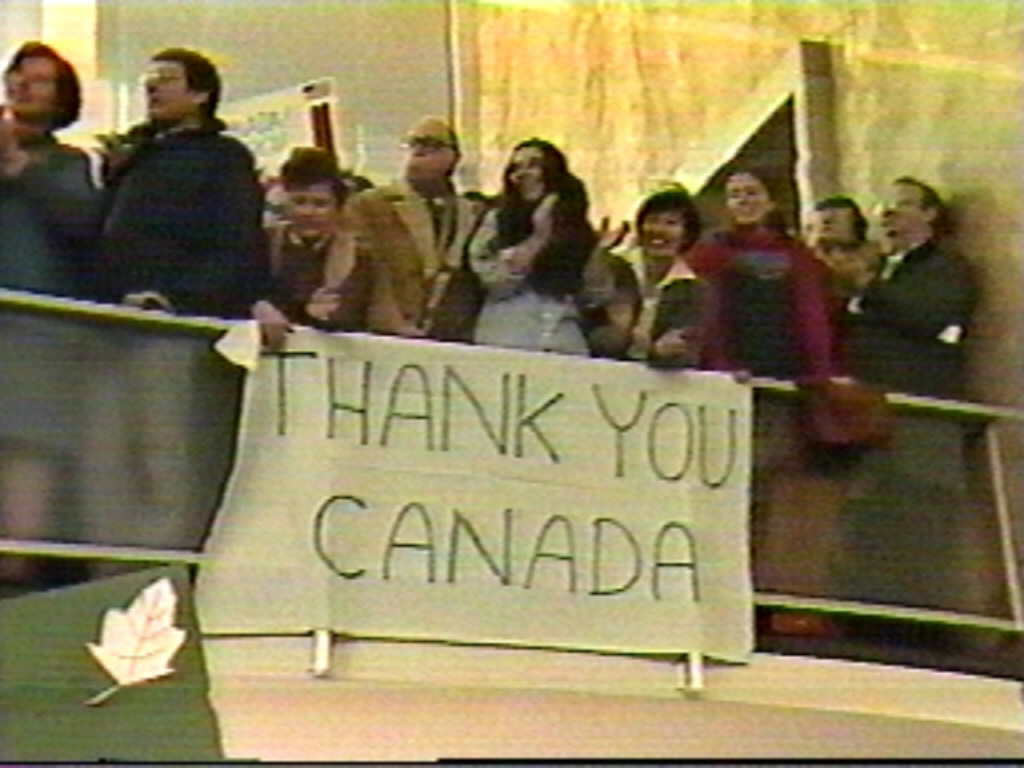
استقبال آمریکایی‌ها از شش گروگان آزاد شده توسط دیپلمات‌های کانادایی در جریان گروگان‌گیری در سفارت ایالات متحده آمریکا، ۱۹۸۰

- ۵ بهمن: نخستین انتخابات ریاست‌جمهوری ایران برگزار شد و ابوالحسن بنی‌صدر به عنوان نخستین رئیس‌جمهور ایران انتخاب شد.[۶۰] دوران ریاست جمهوری او با مبارزات بین او و مقامات حزب جمهوری اسلامی همراه است.[۶۱]
- ۸ بهمن: شش دیپلمات آمریکایی با گذرنامه کانادایی با کمک سفارت کانادا در تهران از ایران فرار می‌کنند.[۵۸]
- ۲۲ اسفند: دولت ایران از دولت پاناما می‌خواهد که شاه محمدرضا پهلوی را دستگیر کند.[۳۳]
- ۲۵ اسفند: نخستین انتخابات مجلس شورای اسلامی برگزار شد و حزب جمهوری اسلامی شبکه خود را در میان روحانیون، کمیته‌ها و سپاه پاسداران بسیج می‌کند. حزب‌الله به تجمعات و دفاتر احزاب مخالف، در درجه اول مجاهدین خلق، حمله می‌کند، زیرا اکثر احزاب دیگر عملاً سرکوب شده‌اند.[۶۲]

## ۱۳۵۹
- ۱ فروردین: انقلاب فرهنگی ایران آغاز می‌شود. در سخنرانی سال نو، خمینی علیه «دانشگاه‌های امپریالیستی» که در آن «پوشیده‌های غرب» در آن‌ها تدریس و تحصیل می‌کنند، دعوا می‌کند. اعلام می‌کند که دانشگاه‌ها باید «اسلامی شوند».[۶۳]
- ۳ فروردین: محمدرضا پهلوی پاناما را ترک می‌کند تا به مصر بازگردد.[۳۳]
- ۵ فروردین: بازگشت محمدرضا پهلوی به مصر[۵۸]
- فروردین و اردیبهشت: مجاهدین خلق محکوم می‌شوند و تجمعات و دفاتر آن مورد حمله قرار می‌گیرند.[۶۴]
- ۱۸ فروردین: آمریکا تمامی روابط دیپلماتیک خود با ایران را قطع کرده و ایران را تحت تحریم اقتصادی قرار می‌دهد.[۵۸]
- ۵ اردیبهشت: مأموریت نجات گروگان‌ها در تهران با عنوان عملیات پنجه عقاب، با کشته شدن هشت سرباز آمریکایی در اثر طوفان شن شکست خورد.[۶۵] خمینی مداخله الهی از طرف اسلام را دلیل این حادثه می‌داند. اعتبار او بسیار افزایش و اعتبار بنی‌صدر بیشتر کاهش می‌یابد.[۶۶]
- ۷ اردیبهشت: تظاهرات به رهبری مجاهدین خلق ایران در تهران ۱۵۰۰۰۰ نفر جمع شدند. دادستانی مجاهدین را از تظاهرات منع کرد.[۶۷]
- ۲۲ خرداد: تشکیل جهاد دانشگاهی با فرمان خمینی[۶۸] در راستای انقلاب فرهنگی و اسلامی‌کردن دانشگاه‌ها.
- تیر: اسلامی‌سازی بوروکراسی دولتی آغاز می‌شود. حدود ۲۰٬۰۰۰ معلم و نزدیک به ۸٬۰۰۰ افسر نظامی مرخص شدند.[۶۹]
- ۲۰ تیر: کودتای نوژه توسط بخشی از پرسنل نیروی هوایی نافرجام ماند.[۷۰] آنها متهم به وفاداری به شاه شده و ۱۲۱ نفر از آنها اعدام می‌شوند[۷۱]
- ۲۰ تیر: یک گروگان به دلایل بهداشتی آزاد شد. ۵۲ گروگان هنوز در محوطه سفارت هستند.
- ۵ مرداد: محمدرضا پهلوی پس از یک عمل جراحی سرطان در قاهره مصر درگذشت.[۷۲]
- مرداد: بنی صدر مجبور شد محمدعلی رجایی را به عنوان نخست‌وزیر بپذیرد. بنی‌صدر، رجایی را «ناتوان» می‌دانست، اما رجایی از حمایت حزب جمهوری اسلامی برخوردار بود.[۷۳]
- ۲۱ شهریور: خمینی شروط جدیدی برای آزادی گروگان‌ها می‌گذارد. ایالات متحده باید تمام دارایی‌های ارزی شاه را از حساب‌های بانکی او در آمریکا آزاد کند. به گفته دولت ایران، ارزش دارایی‌های خارجی حدود ۳۲ میلیارد دلار آمریکا است.[۵۸]
- ۳۱ شهریور: جنگ ایران و عراق آغاز می‌شود. تهاجم گسترده عراق به ایران در پی درگیری‌های مرزی و اختلاف بر سر آبراه اروندرود. نشانه آغاز جنگی است که هشت سال طول خواهد کشید.[۶۰]
- ۴ آبان: خرمشهر در زمان جنگ توسط عراقی‌ها اشغال شد.
- ۱۹ آبان: هیئت وارن کریستوفر معاون وزیر امور خارجه ایالات متحده آمریکا در کنار دولت الجزایر با نماینده ای از دولت ایران در مورد شرایط آزادی گروگان‌ها مذاکره می‌کند.[۵۸]
- ۲۹ دی: عهدنامه ۱۹۸۱ الجزایر بین ایران و آمریکا با میانجیگری الجزایر، برای حل بحران گروگان‌گیری در سفارت ایالات متحده آمریکا. در ازای آزادی گروگان‌ها توسط ایران، ایالات متحده موافقت کرد که ۸ میلیارد دلار از دارایی‌های دولتی ایران را از بانک‌های آمریکایی آزاد کند.[۵۸]
- ۳۰ دی: رونالد ریگان به عنوان رئیس‌جمهور ایالات متحده تحلیف شد: تنها ۲۰ دقیقه پس از سوگند ریگان، ایران تمام ۵۲ گروگانی را که از طریق الجزایر به آلمان غربی منتقل شده بودند، آزاد می‌کند، جایی که جیمی کارتر، رئیس‌جمهور سابق ایالات متحده آنها را به ایالات متحده بازگرداند. ایالات متحده به انتقال پول و همچنین صادرات تجهیزات نظامی به ایران رضایت داد.[۷۴][۵۸]

## ۱۳۶۰
- ۱۸ خرداد: ابوالحسن بنی‌صدر خواستار مقاومت در برابر دیکتاتوری شد. خمینی تظاهرات خیابانی را ممنوع می‌کند.[۶۷]
- ۳۰ خرداد: تظاهرات علیه خمینی و حکومت دینی با خشونت سرکوب شد.[۷۵]
- ۳۱ خرداد: ابوالحسن بنی‌صدر اولین رئیس‌جمهور جمهوری اسلامی از سوی مجلس استیضاح شد.
- ۳۱ خرداد–۶ تیر: درگیری با مجاهدین خلق، تشدید می‌شود.[۷۵]
- ۱ تیر: بنی‌صدر توسط خمینی برکنار شد.
- ۵ تیر: ترور نافرجام سید علی خامنه‌ای
- ۷ تیر: بمب‌گذاری در دفتر حزب جمهوری اسلامی توسط مجاهدین خلق که منجر به کشته شدن ۷۲ نفر از مقامات و نمایندگان عالی‌رتبه از جمله سید محمد بهشتی، دبیرکل حزب جمهوری اسلامی و رئیس قوه قضائیه جمهوری اسلامی ایران شد.
- ۲ مرداد: دومین انتخابات ریاست‌جمهوری برگزار و محمدعلی رجایی به عنوان رئیس‌جمهور انتخاب شد.
- ۷ مرداد: فرار ابوالحسن بنی صدر با بوئینگ ۷۰۷ نیروی هوایی ایران در کنار مسعود رجوی از ایران به فرانسه
- ۸ شهریور: انفجار در دفتر نخست‌وزیری جمهوری اسلامی ایران و کشته شدن رئیس‌جمهور، محمدعلی رجایی و نخست‌وزیر، محمدجواد باهنر[۷۴]
- ۱۱ شهریور: مجلس شورای اسلامی به محمدرضا مهدوی کنی به عنوان نخست‌وزیر دولت موقت برای برگزاری انتخابات ریاست‌جمهوری آینده و اداره کشور تا آن زمان رای مثبت داد.
- ۱۴ شهریور: لویی دیلامار، سفیر فرانسه در لبنان، در غرب بیروت به ضرب گلوله یک فرد مسلح طرفدار جمهوری اسلامی کشته شد.[۷۶]
- ۳۰ شهریور: دولت موقت جمهوری اسلامی پس از ترور محمدعلی رجایی و محمدجواد باهنر تأسیس شد.
- ۵–۷ مهر: عملیات ثامن‌الائمه و شکستن حصر آبادان که نقطه عطفی در جنگ ایران و عراق بود.
- ۱۰ مهر: انتخابات ریاست‌جمهوری برگزار شد و علی خامنه ای به عنوان رئیس‌جمهور انتخاب شد.
- ۲۱ مهر: علی خامنه‌ای رسماً رئیس‌جمهور شد.
- ۷ آبان: مجلس به میرحسین موسوی به عنوان نخست‌وزیر رأی مثبت داد و دولت جدید، جایگزین دولت موقت شد.